# Eutelia
Eutelia là một chi bướm đêm thuộc họ Noctuidae.

## Loài
- Eutelia adoratrix Staudinger, 1892
- Eutelia adulatrix Hübner, 1813
- Eutelia discedens Hacker & Fibiger, 2006
- Eutelia distorta Hampson, 1912
- Eutelia furcata Walker, 1865 (đồng nghĩa: Eutelia distracta Walker, 1865, Eutelia piratica Schaus, 1940, Eutelia pertanda Dyar, 1925)
- Eutelia gaedei Hacker & Fibiger, 2006
- Eutelia pulcherrimus Grote, 1865 (alternative spelling Eutelia pulcherrima)
- Eutelia pyrastis Hampson, 1905

## Hình ảnh

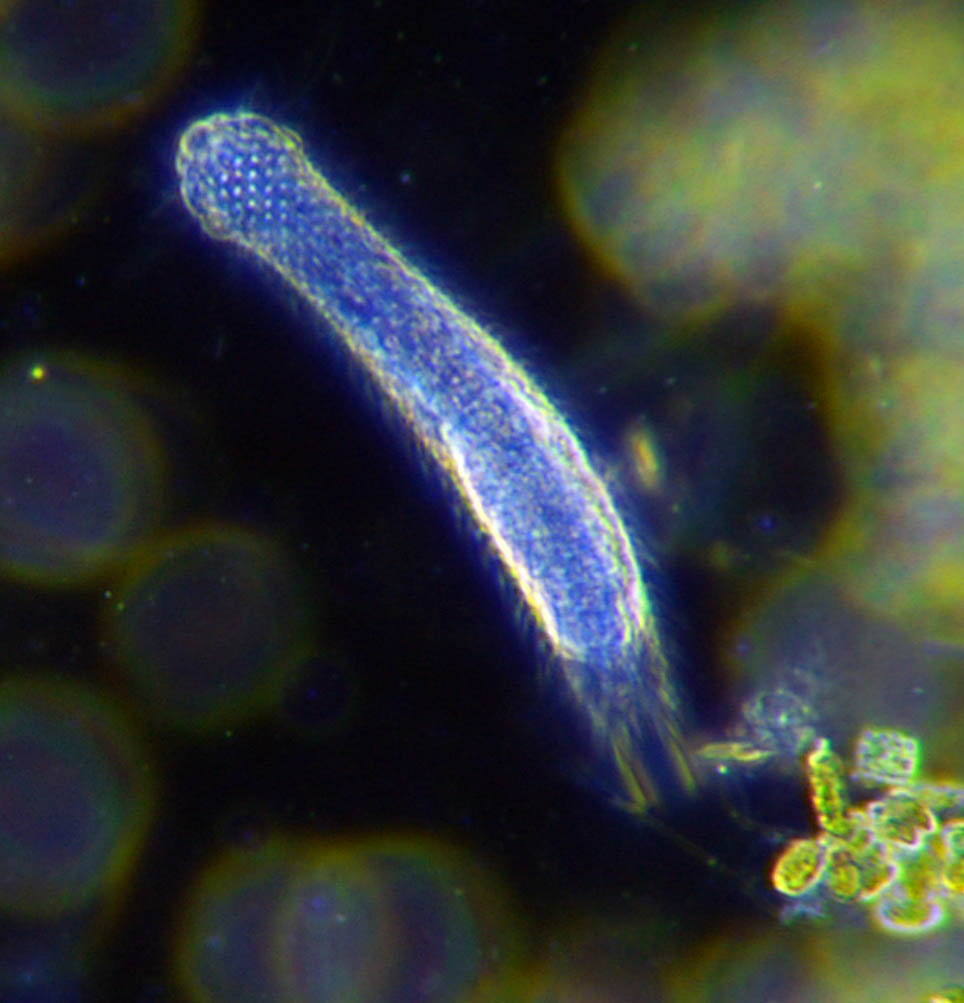
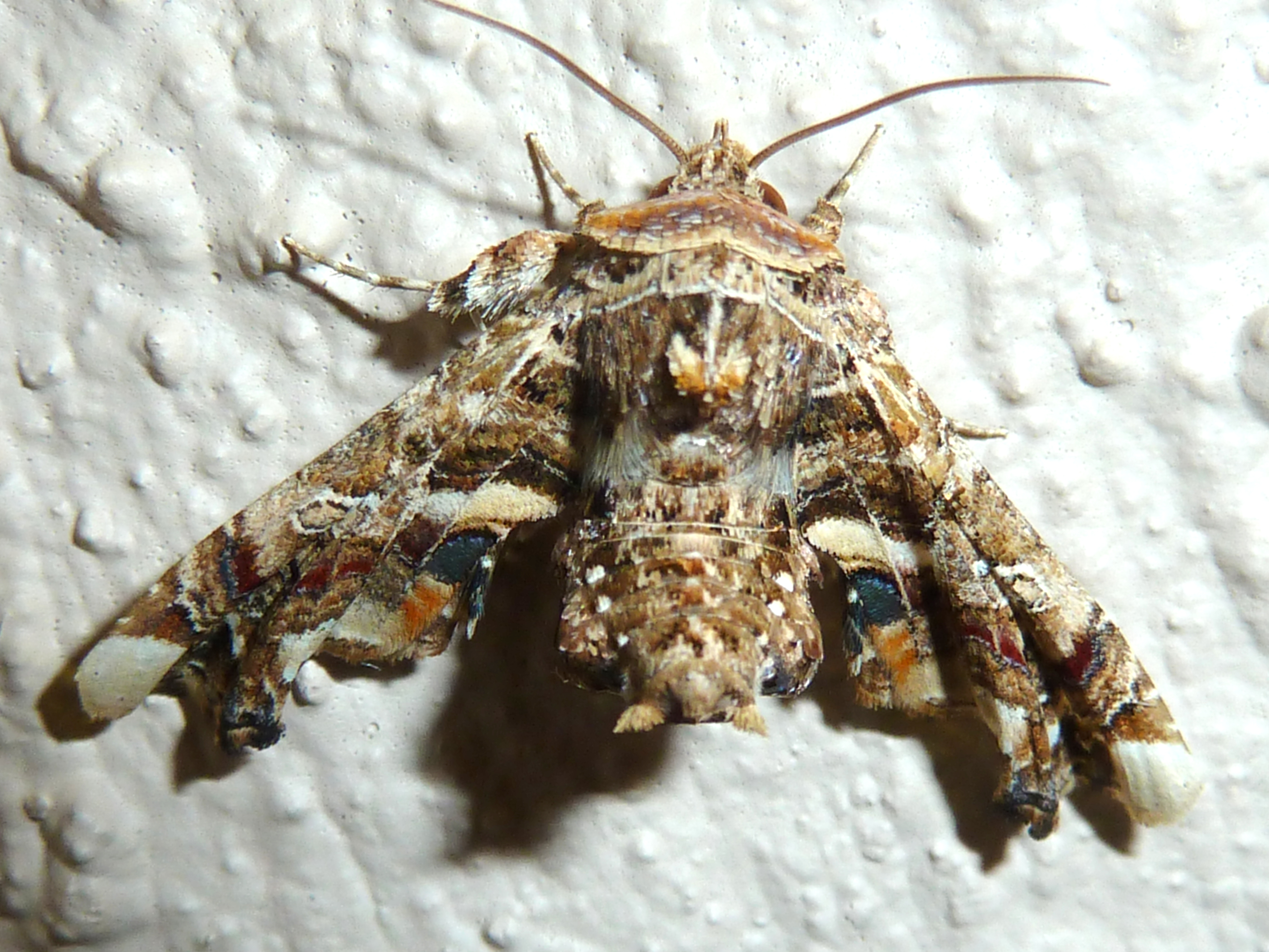
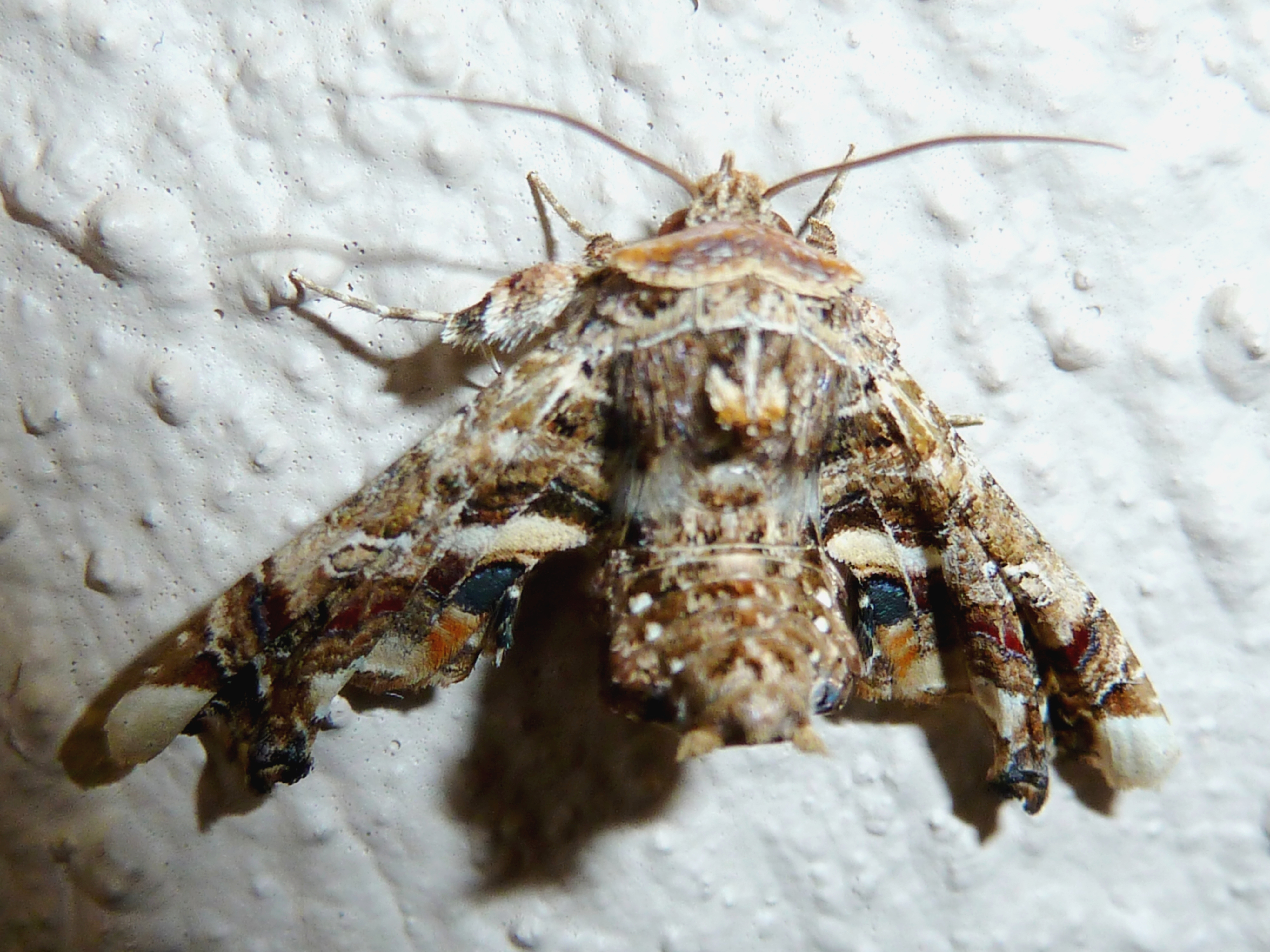
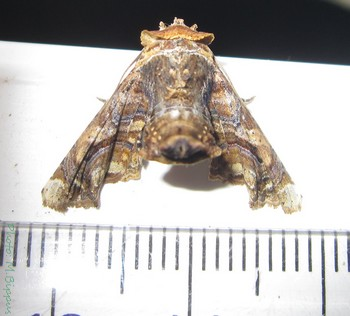